# Caprimulgus europaeus
El chotacabras europeo o chotacabras gris (Caprimulgus europaeus) es una especie de ave caprimulgiforme de la familia Caprimulgidae que habita en Eurasia y África. Se distribuye por las zonas templadas de matorral, pastizales o los claros de los bosques del Viejo Mundo. Son aves nocturnas y crepusculares, de plumajes crípticos que tienen largas alas y patas y picos cortos, y se alimentan de insectos en vuelo. Tanto su nombre científico como su nombre común en varias lenguas europeas procede de un antiguo mito que les atribuye injustificadamente la acción de mamar de las cabras. No está amenazado a nivel global, y su población se estima entre 3 y 6 millones de ejemplares.

## Descripción

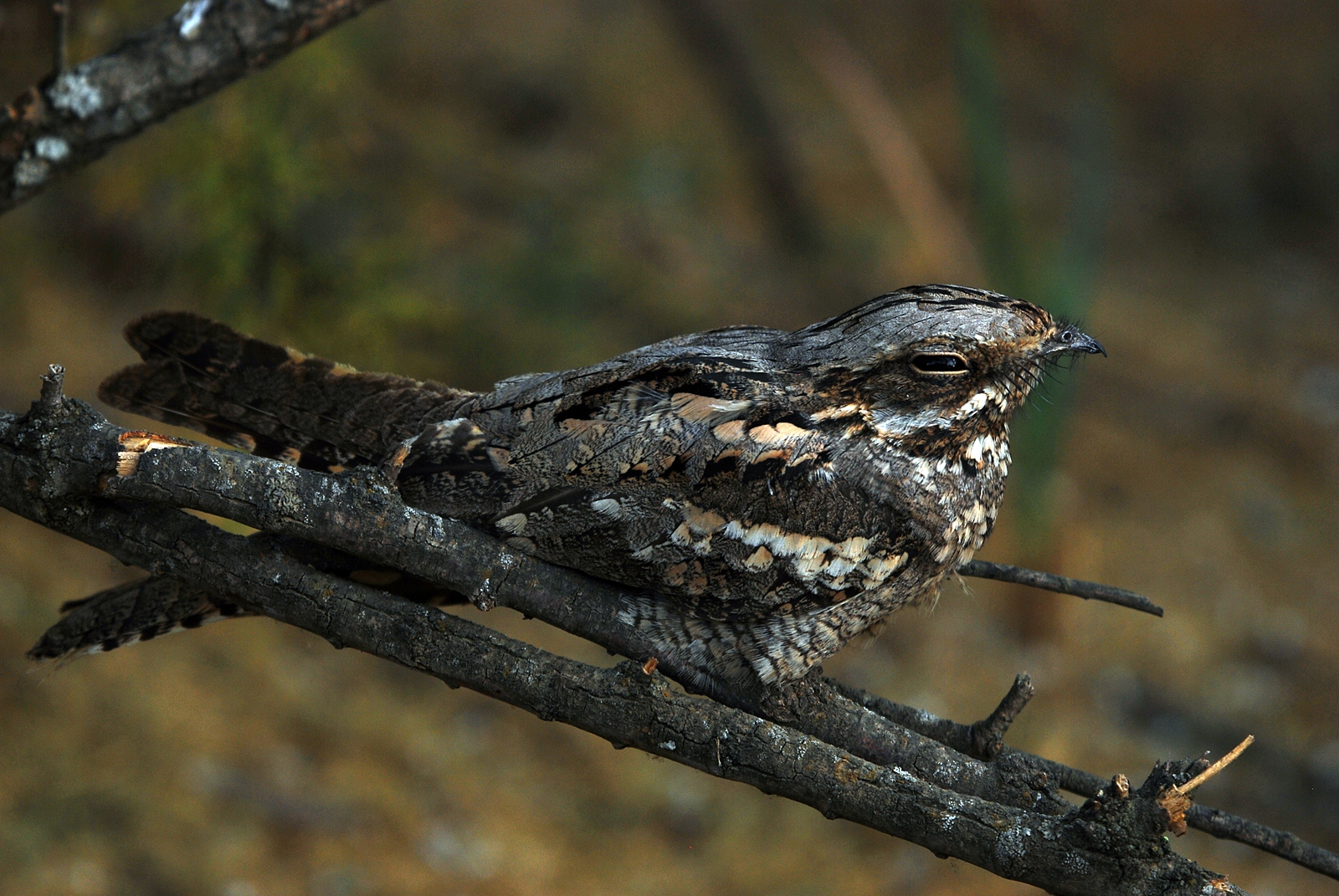
Chotacabras gris en Turquía.

El chotacabras europeo mide de 24,5 a 28 cm de longitud y tiene una envergadura alar de 52 a 59 cm. Los machos pesan entre 51 y 101 g y las hembras entre 67 y 95 g. Su plumaje es bastante críptico. Los adultos de la subespecie nominal tienen las partes superiores de tonos pardos grisáceos con veteado oscuro, una lista ocre en la parte posterior del cuello y bigoteras blancas. Sus alas plegadas son grisáceas con motas anteadas, sus partes inferiores también son principalmente pardo grisáceas, con listado pardo y motas color crema. Su corto pico es negruzco, el iris de sus ojos es pardo oscuro y sus patas son cortas y también pardas.
Como el resto de chotacabras, aunque su pico es corto, tiene una boca muy grande, con cerdas en sus lados, para aumentar su capacidad de alimentarse de insectos al vuelo. Sus alas y cola son largas y estrechas, y su pico es muy corto. Su vuelo es potente y silencioso, gracias a sus largas y apuntadas alas, con plumas suaves. En vuelo pueden diferenciarse los sexos ya que los machos tienen manchas blancas en tres plumas primarias y moteado blanco en las plumas laterales de la cola, las hembras carecen de estas marcas blancas.
 Sus pollos tienen plumón pardo y crema, y cuando empluman tienen apariencia similar a las hembras. Los adultos mudan su plumaje a partir de junio tras la época de cría, proceso que se interrumpe durante la migración, y finalmente cambian las plumas de vuelo de la cola en sus cuarteles de invernada. La muda se completa entre enero y marzo. Los inmaduros siguen un patrón de muda similar a no ser que sean de una nidada tardía, en cuyo caso realizarán la totalidad de la muda en África.
Coinciden con otras especies de chotacabras en parte de sus áreas de cría e invernada. El chotacabras cuellirrojo también cría en la península ibérica y el norte de África, es más grande, más grisáceo y con las alas más largas que el chotacabras europeo, y además tiene una banda canela rojiza en el cuello y marchas blancas características en la garganta, las alas y la cola. Los chotacabras europeos invernantes en África pueden coincidir con los cotacabras cuellirrojos y los chotacabras oscuros. Tanto el chotacabras europeo como el oscuro tienen moteado en las coberteras de las alas y una lista ocre en la parte posterior del cuello, pero los chotacabras oscuros como indica su nombre son mucho más oscuros que sus parientes europeos.

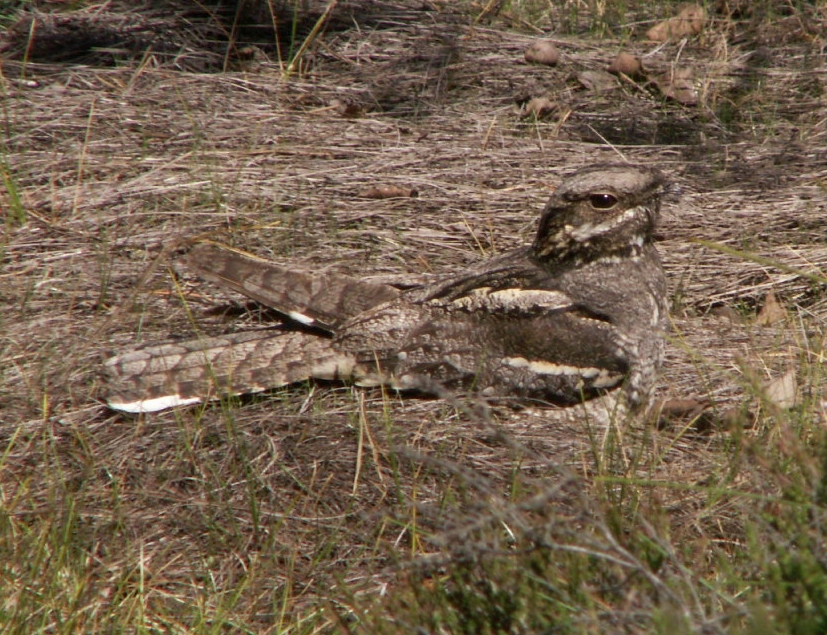
Sus plumajes crípticos les permiten descansar y anidar en el suelo inadvertidos.

## Taxonomía
Los chotacabras pertenecen a la familia Caprimulgidae un gran grupo de aves principalmente nocturnas e insectívoras. Caprimulgus es su género más numeroso y extendido. Sus miembros se caracterizan por tener cerdas alrededor del pico, alas largas y estrechas, plumaje con patrones miméticos y las uñas de las garras medias con protuberancias en forma de peine en la parte superior. Los machos, y a veces también las hembras, suelen tener manchas blancas en las alas y la cola. Dentro de su género los parientes más cercanos del chotacabras europeo son dos especies africanas que tienen cantos similares, el chotacabras carirrojo y el chotacabras oscuro. El chotacabras europeo es sustituido en Asia oriental por el chotacabras de la jungla que ocupa hábitats similares.
El chotacabras europeo fue descrito científicamente por Linneo en 1758 en la décima edición de su obra Systema naturae, con su nombre científico actual. Caprimulgus deriva de la combinación de las palabras latinas capra «cabra» y mulgere «ordeñar», en referencia a una antigua creencia sobre que los chotacabras mamaban de las cabras; una etimología similar a la de su nombre común en español: «chotar» es un término arcaico que procede del latín suctare y significa «mamar». Por su parte, el nombre de su especie, europaeus en latín significa «europeo».
Se describen seis subespecies:
- C. e. europaeus Linnaeus, 1758 - la subespecie nominal que se extiende por Europa central y septentrional y Asia central.
- C. e. meridionalis Hartert, 1896 - ocupa Europa meridional llegando hasta el Caspio y África noroccidental. Es más pequeña que la nominal y su plumaje es más claro y grisáceo y tiene manchas blancas más grandes.
- C. e. sarudnyi Hartert, 1912 - se encuentra de Kazajistán a Kirguijistán. Generalmente clara con manchas blancas grandes, aunque variable por el cruce con las subespecies circundantes.
- C. e. unwini Hume, 1871 - está presente en Irak, Irán y Uzbekistán. Tiene plumaje más claro, grisáceo y uniforme que la nominal y suele tener una mancha blanca en la garganta.
- C. e. plumipes Przewalski, 1876 - se encuentra en el noroeste de China y Mongolia occidental. Una subespecie clara de tonos ocres y grandes manchas blancas.
- C. e. dementievi Stegmann, 1949 - ocupa Mongolia septentrional. Es de plumaje claro y grisáceo.

## Distribución y hábitat

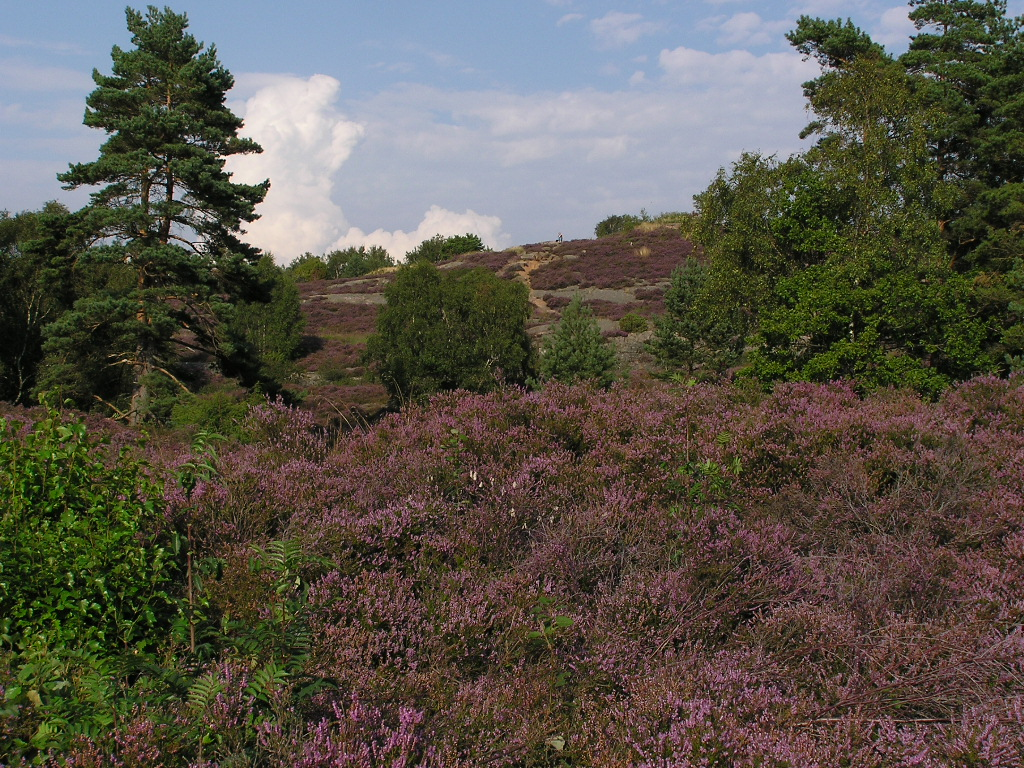
El brezal con algunos árboles es su hábitat preferido.

El área de reproducción del chotacabras europeo se extiende por Europa hasta los 64° de latitud norte y en Asia hasta aproximadamente los 60°N, llegando por el este hasta el lago Baikal y Mongolia oriental. Sus límites meridionales son África noroccidental, Irak, Irán y el Himalaya noroccidental. Este chotacabras anteriormente también criaba en Siria y Líbano.
Todas sus poblaciones son migratorias, y la mayoría pasan el invierno en el África subsahariana, aunque con algunos registros en Pakistán, Marruecos e Israel. Las migraciones se producen principalmente por la noche, de forma individual o en pequeños grupos poco compactos de hasta veinte aves. Los chotacabras que crían en Europa atraviesan el Mediterráneo y el norte de África, mientras que las poblaciones orientales se desplazan a través de Oriente Medio y el este de África. Algunos individuos que llegan a África proceden de más allá del meridiano 100 este. La mayoría de los chotacabras pasan el invierno en África oriental y austral, aunque se ha descubierto que algunos individuos de la subespecie nominal pasan el invierno en la República Democrática del Congo. Además hay constancia de invernantes en África occidental tanto de la subespecie nominal como de C. e. meridionalis. La migración otoñal suele producirse de agosto a septiembre, y regresan a sus cuarteles de cría alrededor de mayo. Se han registrado individuos divagantes en Islandia, las islas Feroe, las Seychelles, las Azores, Madeira y las islas Canarias.
El chotacabras europeo habita en espacios abiertos y secos con algunos árboles y arbustos, como los brezales, los prados, los páramos, los claros de los bosques y las zonas forestales taladas o recién plantadas. Cuando están criando suelen evitar tanto las zonas sin árboles como las densamente arboladas, además de las ciudades y las montañas altas, aunque sí suelen alimentarse en los humedales y las zonas de cultivo. En invierno usan un espectro más amplio de hábitats incluidas las sabanas de acacias, los terrenos áridos arenosos y las montañas. Se han registrado a altitudes de 2800 m en sus zonas de cría y hasta los 5000 m en sus cuarteles de invernada.

## Comportamiento

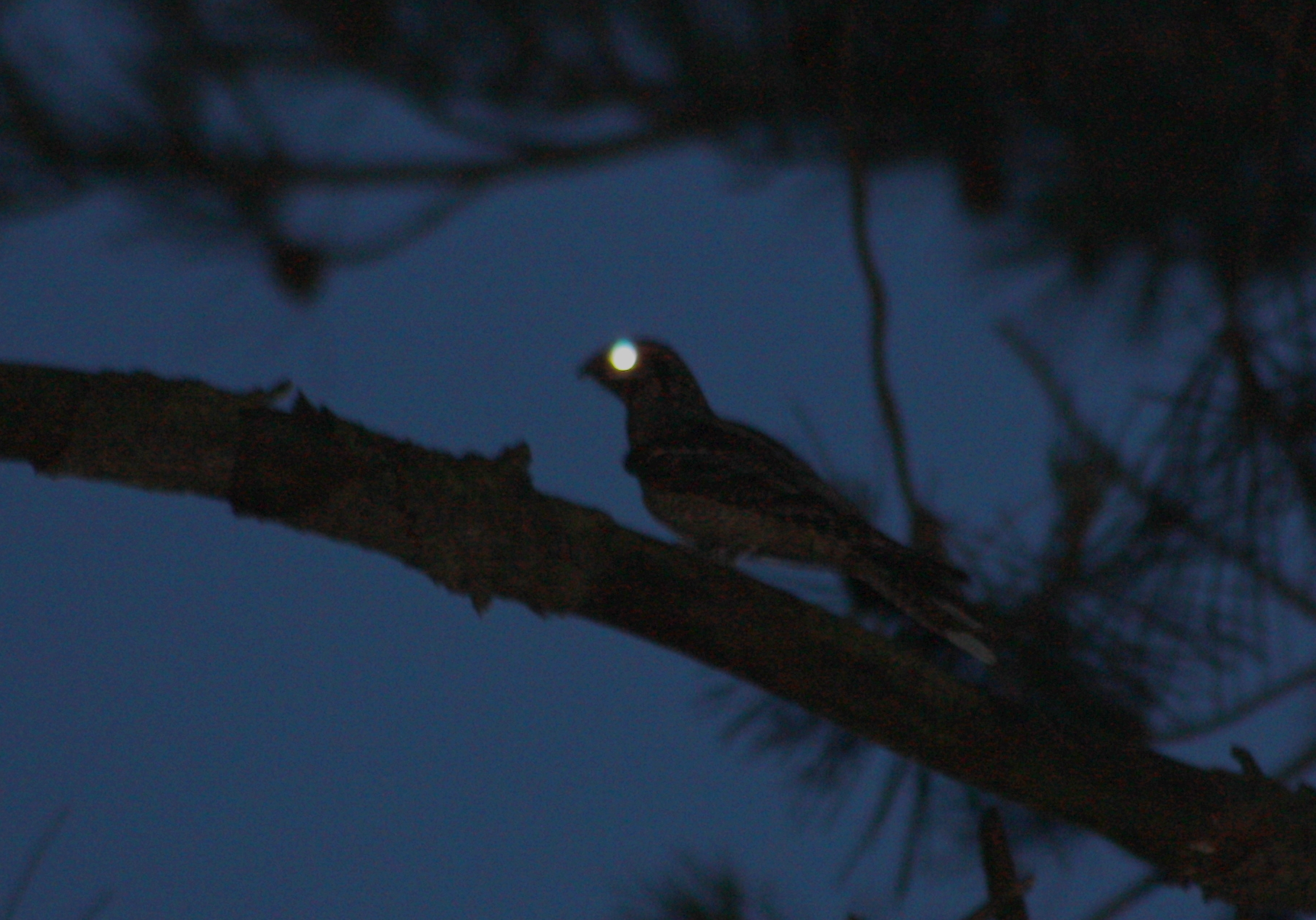
Están activos por la noche y las horas crepusculares. En la imagen sus ojos brillan porque están dotados de tapetum lucidum.

Los chotacabras europeos son aves nocturnas y crepusculares. Durante el día descansan inmóviles en el suelo en zonas parcialmente sombrías, posados en paralelo de ramas anchas u otros posaderos bajos similares. Su plumaje crípticos hace difícil verlos durante el día; los chotacabras que están en el suelo si no están en la sombra, se giran de vez en cuando para orientarse hacia el sol y así disimular su sombra. Si se siente en peligro el chotacabras se aplana con el suelo, y solo emprenderá el vuelo si el intruso se acerca distancias de menos de 2 o 5 metros. Entonces puede escucharse una llamada o el batir de sus alas, y volverá a posarse a unos 40 metros de donde huyó. En sus áreas de invernada suele también descansar en el suelo pero además usa ramas de hasta 20 metros de altura. Si no son molestados suelen usar los mismos posaderos para descansar tanto en las zonas de cría como de invernadas, a veces durante semanas seguidas.
Como otros chotacabras, por la noche se posa en los caminos y carreteras y suele cernirse para investigar a los intrusos grandes como los ciervos y los humanos. Puede ser acosado durante el día por otras aves, y por los murciélagos y otras especies de chotacabras o las chochas perdiz por la noche. Por su parte, tanto los machos como las hembras de chotacabras europeo, acosan a los búhos y otros depredadores como los zorros. Como otras aves de vuelo ágil, vencejos y golondrinas, los chotacabras pueden hacer rápidas zambullidas en el agua para lavarse. Tienen una estructura aserrada única en forma de peine en las uñas de las garras medias que usan para el acicalado y quizás para desparasitarse.
Cuando el tiempo es frío o inclemente, muchas especies de chotacabras pueden ralentizar su metabolismo y entran en letargo, especialmente el chotacabras pachacua que mantiene este estado durante semanas. Se ha observado que el chotacabras europeo puede mantener un estado de letargo al menos durante ocho días sin sufrir secuelas, pero se desconoce su alcance en la naturaleza.

### Alimentación
Los chotacabras europeos se alimentan de una gran variedad de insectos voladores, como las polillas, escarabajos, mantis, libélulas, cucarachas y dípteros. También atrapan luciérnagas entre la vegetación. Ingieren gravilla para ayudarse en la digestión de sus presas, pero solo ingerirán algún tipo de materia vegetal u otros invertebrados no voladores de forma inadvertida mientras cazan. Se sabe que los polluelos ingieren a veces sus propias heces.

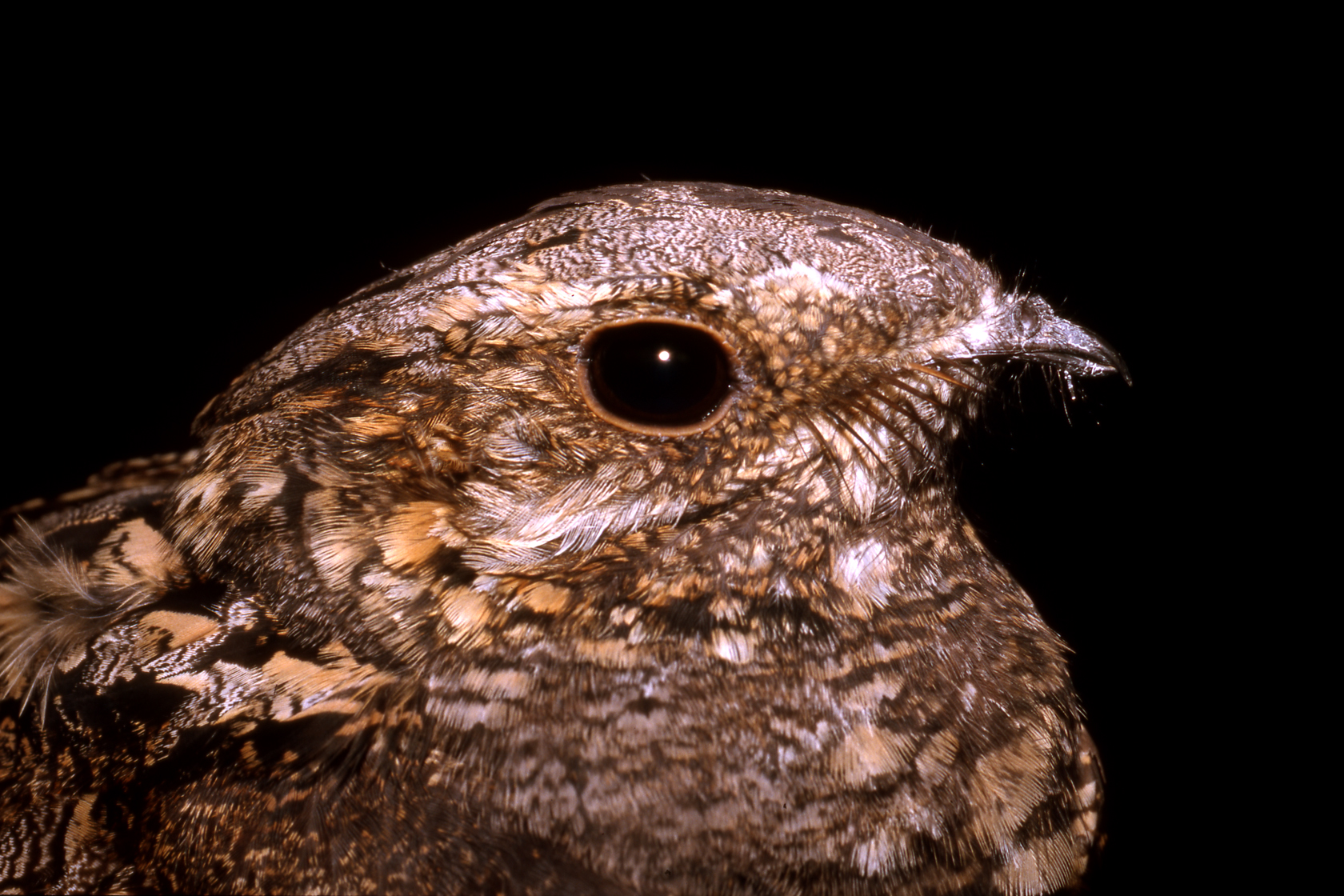
Las cerdas alrededor de su boca les ayudan a alimentarse.

Los chotacabras cazan por encima de hábitats abiertos y los bordes y claros de los bosques, y pueden ser atraídos por las concentraciones de insectos que se producen alrededor de las luces artificiales de las granjas o las charcas de aguas estancadas. Generalmente se alimentan de noche, pero ocasionalmente se aventuran a la luz de los días nublados. Los chotacabras persiguen insectos con un vuelo ligeramente zigzagueante o los cazan al vuelo saliendo desde atalayas, pero raramente los atrapan partiendo del suelo. Beben rozando la superficie del agua mientras vuelan. Los chotacabras europeos en época de cría se alejan una media de 3,1 km de sus nidos para alimentarse. Los individuos en migración viven de sus reservas de grasa.
Los chotacabras europeos utilizan la visión para cazar, perfilando las siluetas de sus presas contra el cielo nocturno. Tienden a usar posaderos para lanzarse a atrapar insectos que pasan al vuelo en las noches de luna llena, mientras que realizan vuelos continuos en las noches más oscuras cuando es más difícil ver. A mitad de la noche se reduce la frecuencia de caza. Aunque tienen picos muy pequeños, su boca abierta es muy ancha lo que les facilita atrapar insectos. Además tienen largas cerdas sensoriales alrededor de la boca, que puede ayudarles a localizar y canalizar los insectos hacia su boca. Posteriormente regurgitan las partes indigeribles de los insectos como los exoesqueletos de quitina.
Los chotacabras proporcionalmente tienen grandes ojos, dotados de tapetum lucidum (una capa reflectante tras la retina) esto hace que sus ojos brillen cuando son enfocados por linternas y optimiza la luz para la detección de objetos en la oscuridad de la noche, ocaso y amanecer. Las retinas de las aves nocturnas, incluidos los chotacabras, están adaptadas para la visión a bajos niveles de luz por tener mayor densidad de bastoncillos y muchos menos conos en comparación con la mayoría de las aves diurnas. Estas adaptaciones favorecen la buena visión nocturna en detrimento de la discriminación de los colores. La visión nocturna de los chotacabras probablemente es equivalente a la de los búhos. Aunque tienen buen oído parece que los chotacabras no lo usan para localizar los insectos, y no tienen ecolocación.

### Reproducción

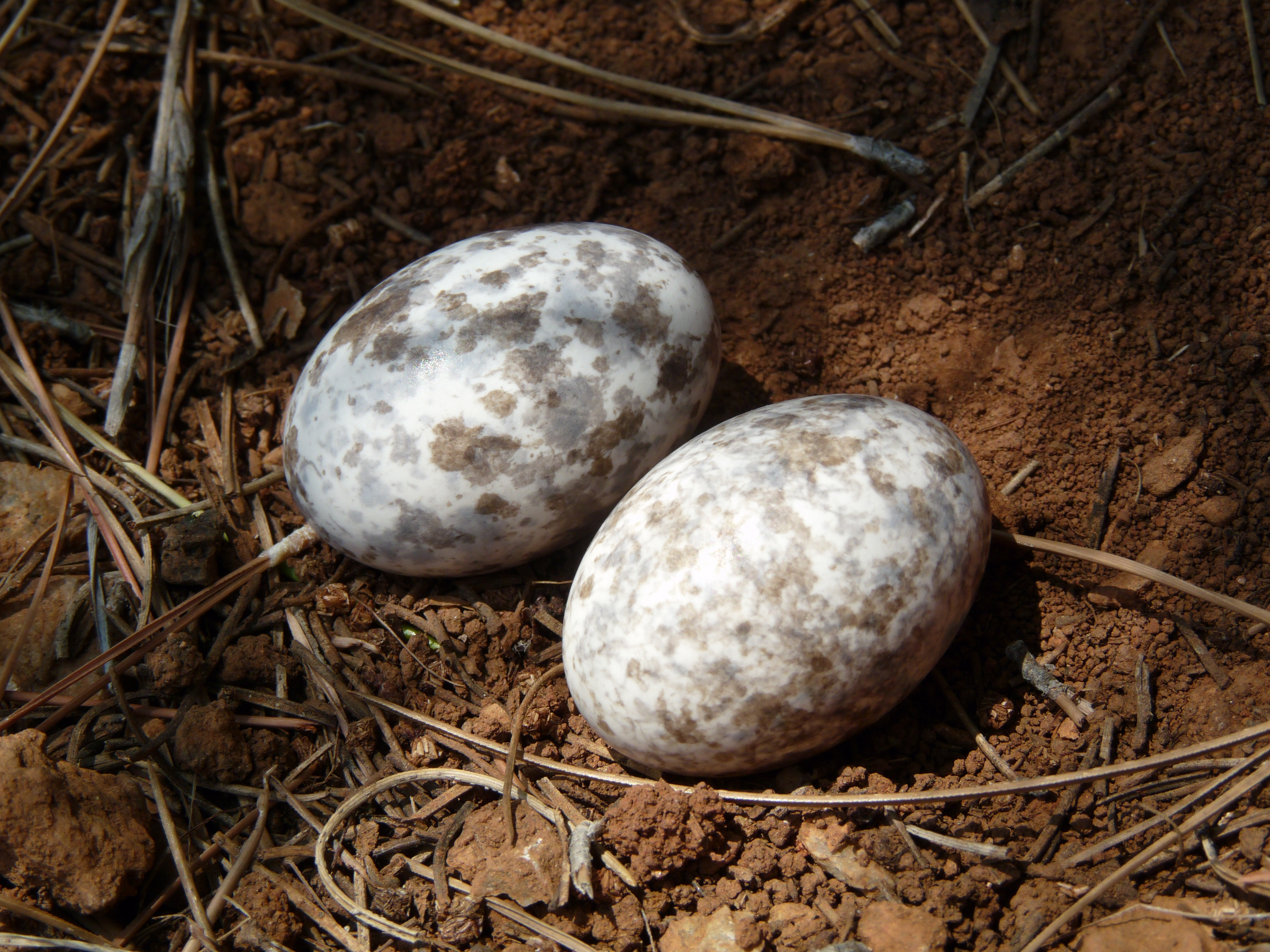
Una puesta de dos huevos en el suelo, en Turquía.

La época de cría normalmente se produce desde finales de mayo a agosto, aunque suele ser significativamente antes en el noroeste de África y oriente medio. Los machos regresan unas dos semanas antes que las hembras y establecen territorios. Patrullarán su territorio para evitar intrusos y los perseguirán volando manteniendo las alas en V, extendiendo la cola y realizando sonidos intimidatorios. Se pueden producir luchas en vuelo o en el suelo. La exhibición aérea de los machos ante las hembras implica una posición de alas y cola similar con frecuentes palmeteos de alas mientras sigue a la hembra en una espiral ascendente. Si la hembra toma tierra él continúa su cortejo con inclinaciones de cabeza y agitando las alas hasta que a hembra extiende sus alas y cola en posición de cópula. Ocasionalmente el apareamiento se produce en posaderos elevados en lugar del suelo. En hábitats buenos puede haber 20 parejas por kilómetro cuadrado.
Los chotacabras europeos generalmente son monógamos. No construyen nido, ponen sus huevos en el suelo entre las plantas y las raíces de los árboles,  cerca de un arbusto o un árbol. El emplazamiento puede ser de tierra desnuda, estar cubierto de hojarasca o agujas de pino, y lo usan durante varios años. La puesta suele constar de uno o dos huevos, generalmente son blancos con manchas pardas o grisáceas, aunque en raras ocasiones no tienen manchas. Los huevos tienen un tamaño medio de 32 x 22 mm y pesan 8,4 g de los cuales el 6 % corresponde a la cáscara.
Se sabe que varias especies de chotacabras realizan sus puestas con más probabilidad durante las dos semanas anteriores a la luna llena que durante la luna nueva, posiblemente porque es más fácil atrapar insectos nocturnos cuando la luna brilla. Un estudio específico en el chotacabras europeo mostró que la fase de la luna es un factor influyente en las puestas de junio, pero no en las aves que han criado antes. Esta estrategia indica que la segunda nidada de julio se beneficia de este aspecto lunar favorable.

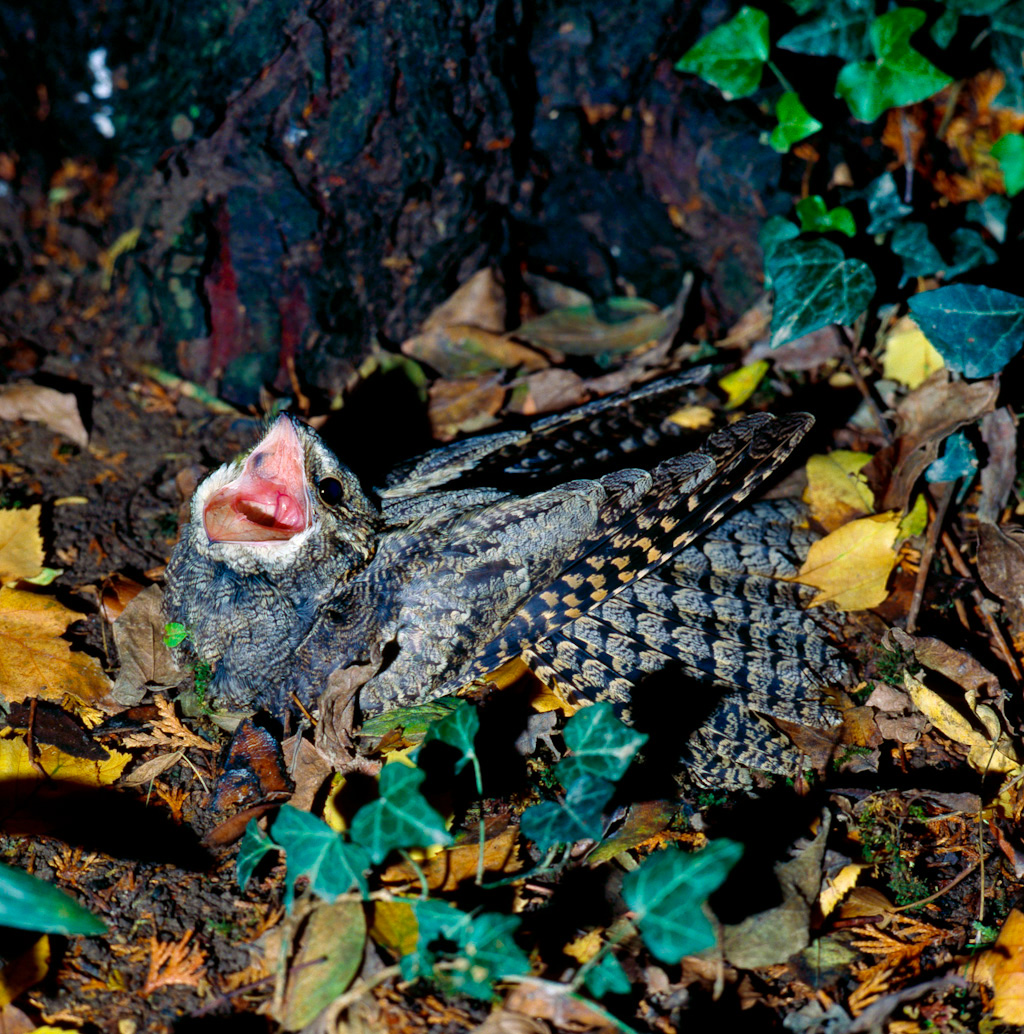
Juvenil en postura defensiva.

Ponen los huevos con una separación de 36-48 horas entre cada uno, y la incubación, realizada principalmente por la hembra, empieza con la puesta del primero. El macho incuba durante periodos cortos, especialmente al amanecer y el ocaso, y pasa el día descansando, a veces fuera de su territorio o cerca de otros machos. Si la hembra es molestada mientras está con la nidada corretea batiendo las alas fingiendo estar herida hasta que aleja al intruso. También puede mover los huevos con el pico a una pequeña distancia. Los huevos eclosionan tras un periodo de 17-21 días. Los polluelos son semiprecoces están recubiertos de plumón y pueden desplazarse tras la eclosión, pero siguen siendo incubados para mantenerlos calientes. Tardan 16-17 días en emplumar y se independizan de los adultos al cabo de unos 32 días después de la eclosión. Las parejas que criaron antes pueden realizar una segunda puesta, en cuyo caso la hembra abandona la primera nidada unos días antes de que los polluelos se hayan desarrollado completamente, entonces el macho se ocupa de terminar de criar a la primera nidada mientras ayuda con la segunda. Los dos adultos de la pareja alimentan a los pollos con bolas de insectos que regurgitan en el interior de la boca del polluelo o que el pollo toma del pico del progenitor.
El periodo crítico para el éxito de la nidada es la incubación. Un estudio realizado en Inglaterra mostró que solo el 14,5 % de los huevos llegaban a eclosionar, pero que una vez superada esta etapa las oportunidades de alcanzar el desarrollo era alta. Los chotacabras europeos crían al año de edad, y normalmente viven cuatro años. La tasa de supervivencia anual de los adultos es del 70 %. La edad máxima registrada en la naturaleza es un poco más de 12 años.

## Depredadores y parásitos
Los huevos y los polluelos de los chotacabras son vulnerables a los depredadores terrestres como los zorros, martas, erizos, comadrejas y perros, además de aves como los cuervos, urracas, arrendajos y búhos. También las serpientes, como las víboras, pueden expoliar sus nidadas. Los adultos pueden ser presas de rapaces como los azores, aguiluchos pálidos, gavilanes, busardos ratoneros, halcones peregrinos y pizarrosos.
Entre los parásitos registrados en los chotacabras europeos se encuentra una sola especie de piojo masticador que vive en sus alas, y un ácaro plumícola que se encuentra solo en las manchas blancas de sus alas. También se ha registrado entre ellos la malaria aviar. El parásito sanguíneo Leucocytozoon caprimulgi es raro entre los chotacabras europeos. Su escasez y el hecho de que es el único de su género que se encuentra en los chotacabras indica que procede de parientes cercanos que normalmente infectan a los búhos.

## Estado de conservación
Se estima que la población de chotacabras europeo oscila entre los 470 000 a más de 1 millón de individuos, lo que indica que la población global es de entre 2-6 millones de individuos. Aunque al parecer hay cierto declive de su población, no es lo suficientemente rápida como para considerarse en los criterios de vulnerabilidad. Su extensa área de cría y gran población suponen que la especie está clasificado como especie bajo preocupación menor por la  Unión Internacional para la Conservación de la Naturaleza.
Las poblaciones reproductoras más grandes se encuentran en Rusia (más de 500 000 parejas), España (112 000 parejas) y Bielorrusia (60 000 parejas). Ha habido descensos en gran parte de su área de distribución, especialmente en Europa noroccidental. La caída de la población de insectos debido al uso de pesticidas, además de la perturbación de su cría, la destrucción de sus hábitats y las colisiones con los vehículos han contribuido al declive de su población. Como ave que cría en el suelo es sensible a las perturbaciones, especialmente de los perros domésticos, que pueden destruir sus nidos o advertir de su presencia a los cuervos y otros mamíferos depredadores. Su éxito reproductivo es mayor en las zonas sin acceso público. En las zonas donde se permite el acceso, y especialmente donde los dueños de los perros les dejan correr sueltos, los nidadas con éxito suelen ser las más alejadas de los caminos y las residencias humanas.
Las talas de bosques para su aprovechamiento comercial crea nuevos hábitat disponibles para los chotacabras, pero esta ganancia suele ser temporal y desaparece cuando el bosque vuelve a crecer.

## En la cultura

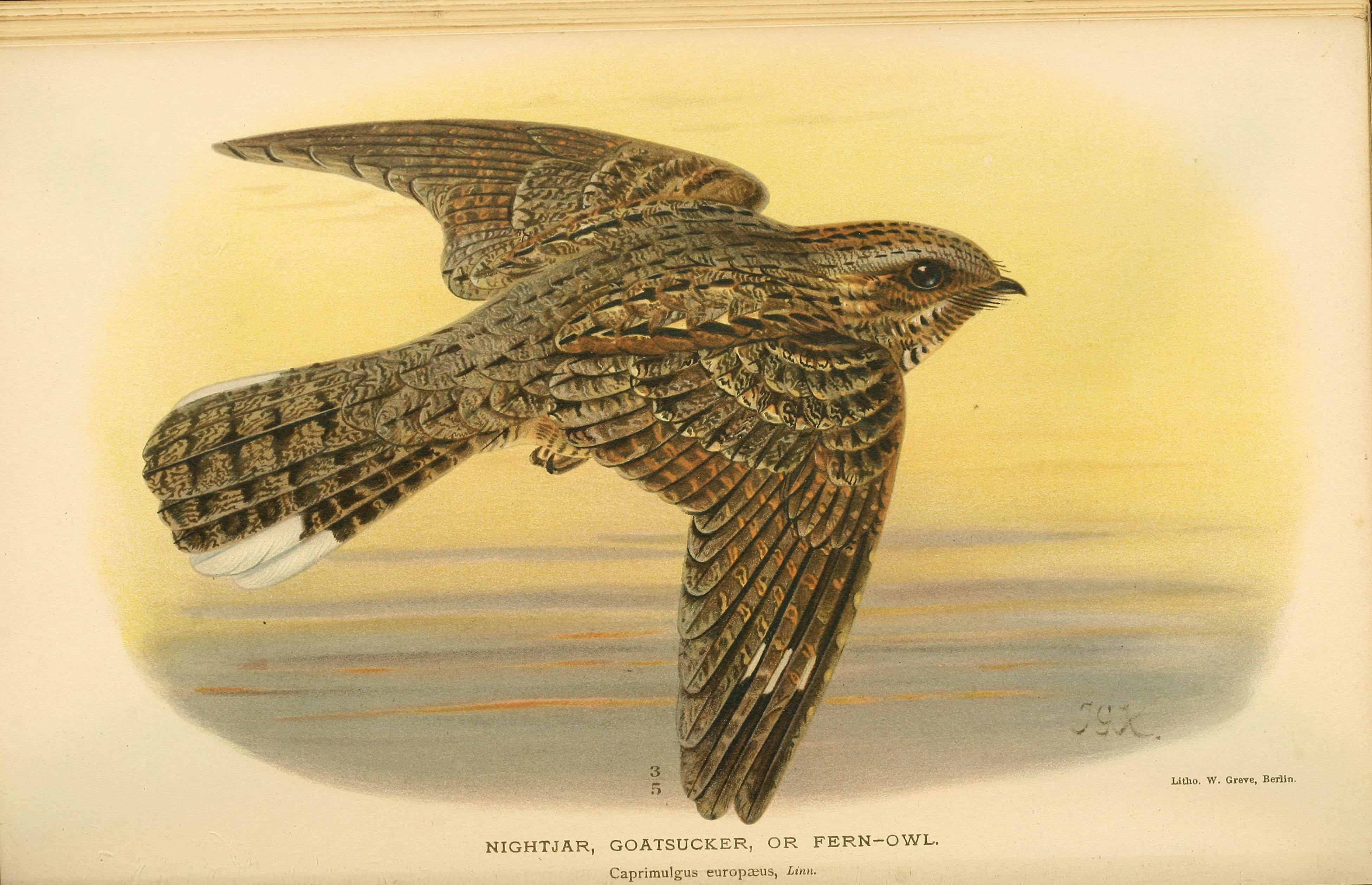
Litografía del siglo XIX pintada por J. G. Keulemans.

Tanto su nombre científico como el común, Caprimulgus y «chotacabras», se refieren a un mito, tan viejo que es citado por Aristóteles, de que los chotacabras maman de las cabras, lo que ocasionaría que dejaran de dar leche y se quedaran ciegas. Esta antigua creencia se refleja en el nombre de esta ave en varias lenguas europeas, como Ziegenmelker en alemán, succiacapre en italiano y el antiguo inglés goatsucker, que significan «ordeñacabras» o «chupacabras». A pesar de la antigüedad de este mito europeo no tiene equivalentes en las tradiciones árabes, indias o chinas. Es probable que provenga de la atracción de estas aves por los insectos que rodean los recintos de ganado doméstico, y que por su naturaleza de criaturas nocturnas y misteriosas se les culpara de cualquier desgracia que le sucediera a las reses. Otro nombre antiguo en inglés, puckeridge, se usaba tanto para referirse a esta ave como a una enfermedad del ganado, que en realidad está causada por larvas de rezno. y otro término del antiguo inglés Lich fowl (ave cadáver) indica la superstición y rechazo que rodeaba a esta ave nocturna.
Algunos poetas han usado a los chotacabras como indicadores de la calidez o la quietud de las noches de verano, como George Meredith en Love in the Valley, Dylan Thomas en Fern Hill, William Wordsworth en Calm is the fragrant air, o Thomas Hardy en Afterwards.